# Loweia tityrus
Loweia tityrus är en fjärilsart som beskrevs av Nikolaus Poda von Neuhaus 1761. Loweia tityrus ingår i släktet Loweia och familjen juvelvingar. Inga underarter finns listade i Catalogue of Life.